# Céline Bara
Céline Bara, geboren als Céline Szumigay, (Antony, 9 september 1978) is een Franse pornoactrice.
Bara werd geboren in Antony. Haar moeder komt uit Mauritius. Bara groeide op in de banlieues van Parijs. Zij trouwde met Cyrille Bara in 1998 en begon op te treden in expliciet pornografische films. Haar succes dankt ze vooral aan haar echtgenoot Cyrille. Ze is bekend als pornoactrice voor ongewone seksscènes zoals dubbele anale penetratie en fisting.
Na haar nominatie voor Best New Starlet, Franse Hot d'Or in 2000, was ze te zien in diverse televisieprogramma's, waaronder Sans aucun doute.
In 2002 werden Celine Bara en haar man veroordeeld tot vier jaar gevangenisstraf waarvan twee jaar voorwaardelijk voor een gewelddadig incident met pornoacteur en producent HPG (Herve-Pierre Gustave). Toen ze vrijkwamen, zaten ze diep in de schulden en leefden ze van sociale uitkeringen. Bara is een fervent atheïst. In 2005 werd Bara de secretaris-penningmeester van de atheïstische organisatie Athéus, opgericht door het echtpaar na hun vrijlating uit de gevangenis. In 2006 werd de organisatie omgedoopt in ORA (Organisation Radicale Athéiste, Organisatie van Radicale Atheïsten). Ze is ook de co-voorzitter van de enige Franse lesbische pornografische film-studio Céline Bara Studio.
Haar autobiografie La sodomite (ISBN 978-2-9530330-0-7), geschreven in samenwerking met Cyrille Bara, werd gepubliceerd in 2008. In 2012, kondigde Bara aan dat ze een einde maakte aan haar werk in de pornowereld.

## Politiek
Bara stelde zich kandidaat voor de Franse parlementsverkiezingen in 2012 voor het Franse departement Ariège. Bara is een verklaard tegenstander van het Front National. Ze dweept met de Russische dictator Jozef Stalin.

## Films
- L'Homme dressé (2001)
- La polizia ringrazia (2001)
- 2000 ans d'amour: Histoire du preservatif a travers les ages (2000)
- Casa di cura (2000)
- Cock Smokers 16: Yes We Suck Dick! So Fuckin' What!? (2000)
- Les tontons tringleurs (2000)
- Whore Factory (2000)
- Ensorceleuses: Le projet Blair Bitch (1998) (als Céline)
- Amours de Femmes (1999)
- Profession enculeur (1994)